# FIDE Women's Grand Prix 2022-2023
Il FIDE Women's Grand Prix 2022-2023 fu la sesta edizione del circuito, legato al ciclo mondiale femminile, che si svolse dal 17 settembre 2022 al 28 maggio 2023. Le prime due classificate si qualificarono per il Torneo delle candidate.

## Formato
Il circuito consisteva di quattro tornei e vi presero parte sedici partecipanti. A ogni torneo potevano partecipare soltanto dodici partecipanti, perciò ogni iscritta poteva disputare soltanto 3 tornei su 4. Ogni torneo si svolse con la formula del girone all'italiana.

### Sistema di punteggio
I punti Grand Prix venivano assegnati nel modo seguente:
| Piazzamento | 1   | 2   | 3   | 4  | 5  | 6  | 7  | 8  | 9  | 10 | 11 | 12 |
| ----------- | --- | --- | --- | -- | -- | -- | -- | -- | -- | -- | -- | -- |
| Punti       | 160 | 130 | 110 | 90 | 80 | 70 | 60 | 50 | 40 | 30 | 20 | 10 |

In caso di pari merito i punti erano equamente divisi.

## Calendario
| N. | Città             | Date                   | Vincitrice            | Punti (V/N/P)   |
| -- | ----------------- | ---------------------- | --------------------- | --------------- |
| 1  | Astana            | 17–30 settembre 2022   | Kateryna Lahno        | 8/11 (+5=6-0)   |
| 2  | Monaco di Baviera | 1–14 febbraio 2023     | Aleksandra Kostenjuk  | 7,5/11 (+5=5-1) |
| 3  | Nuova Delhi       | 24 marzo–6 aprile 2023 | Aleksandra Gorjačkina | 6/9 (+3=6-0)    |
| 4  | Nicosia           | 15–28 maggio 2023      | Dinara Wagner         | 7/11 (+4=6-1)   |

## Criteri di qualificazione
16 scacchiste si erano qualificate:
1. la campionessa del mondo in carica;
2. le semifinaliste della Coppa del Mondo 2021;
3. le prime 4 classificate del FIDE Women's Grand Swiss 2021 che non si fossero già qualificate per il Grand Prix;
4. le 3 migliori della classifica mondiale FIDE a marzo 2022, che avessero giocato almeno una partita durante l'anno solare, che non si fossero qualificate per il Grand Prix;
5. 4 wild card degli organizzatori.

## Partecipanti
Dopo il ritiro della campionessa del mondo Ju Wenjun, della vincitrice del Women's Grand Swiss Lei Tingjie e della migliore della classifica mondiale Hou Yifan, le sostitute furono scelte in base alla classifica mondiale a marzo 2022.
| Nr. | Nome                       | Elo       | Qualificazione                |
| --- | -------------------------- | --------- | ----------------------------- |
| 1   | / Aleksandra Kostenjuk     | 2516      | Coppa del Mondo               |
| 2   | Aleksandra Gorjačkina[N 2] | 2610      | Coppa del Mondo               |
| 3   | Tan Zhongyi                | 2525      | Coppa del Mondo               |
| 4   | Anna Muzyčuk               | 2531      | Coppa del Mondo               |
| 5   | Elisabeth Pähtz            | 2507      | Women's Grand Swiss           |
| 6   | Zhu Jiner                  | 2464      | Women's Grand Swiss           |
| 7   | Marija Muzyčuk             | 2544      | Women's Grand Swiss           |
| 8   | Kateryna Lahno[N 2]        | 2550      | Classifica FIDE               |
| 9   | Nana Dzagnidze             | 2531      | Classifica FIDE               |
| 10  | Bıbisara Asaubaeva         | 2434      | Wild card degli organizzatori |
| 11  | Dinara Wagner              | 2325      | Wild card degli organizzatori |
| 12  | Humpy Koneru               | 2586[N 3] | Wild card degli organizzatori |
| 13  | Alina Kašlinskaja          | 2490      | Wild card degli organizzatori |
| 14  | Dronavalli Harika          | 2517      | Classifica (sostituzione)     |
| 15  | Polina Šuvalova[N 2]       | 2504      | Classifica (sostituzione)     |
| 16  | Jansaya Aebdimaelik        | 2493      | Classifica (sostituzione)     |
| 17  | Vaishali Rameshbabu        | 2403      | Sostituzione[N 4]             |
| 18  | Nino Batsiashvili          | 2472      | Sostituzione[N 5]             |
| 19  | Bela Khotenashvili         | 2485      | Sostituzione[N 6]             |
| 20  | Günay Məmmədzadə           | 2454      | Sostituzione[N 6]             |
| 21  | Oliwia Kiołbasa            | 2388      | Sostituzione[N 7]             |

## Classifica generale
| Pos. | Giocatrice             | AST | MON | NDE  | NIC | Totale |
| ---- | ---------------------- | --- | --- | ---- | --- | ------ |
| 1    | Kateryna Lahno         | 160 |     | 85   | 80  | 325    |
| 2    | Aleksandra Gorjačkina  | 130 |     | 133⅓ | 55  | 318⅓   |
| 3    | Zhu Jiner              | 110 | 65  | 133⅓ |     | 308⅓   |
| 4    | / Aleksandra Kostenjuk | 90  | 160 |      | 30  | 280    |
| 5    | Dronavalli Harika      |     | 90  | 50   | 110 | 250    |
| 6    | Tan Zhongyi            | 60  | 65  |      | 110 | 235    |
| 7    | Dinara Wagner          | 60  | 10  |      | 160 | 230    |
| 8    | Bıbisara Asaubaeva     | 30  |     | 133⅓ | 55  | 218⅓   |
| 9    | Nana Dzagnidze         |     | 110 | 50   | 55  | 215    |
| 10   | Polina Šuvalova        | 10  |     | 85   | 110 | 205    |
| 11   | Humpy Koneru           |     | 130 | 70   |     | 200    |
| 12   | Jansaya Aebdimaelik    | 80  | 65  | Rit. |     | 145    |
| 13   | Elisabeth Pähtz        | 30  | 65  | Rit. |     | 95     |
| 13   | Vaishali Rameshbabu    | 60  |     | 30   |     | 90     |
| 15   | Alina Kašlinskaja      | 30  | 30  |      |     | 60     |
| 16   | Günay Məmmədzadə       |     |     |      | 55  | 55     |
| 17   | Nino Batsiashvili      |     |     | 50   |     | 50     |
| 18   | Marija Muzyčuk         |     | 40  |      |     | 40     |
| 19   | Anna Muzyčuk           |     | 20  |      |     | 20     |
| 19   | Bela Khotenashvili     |     |     |      | 20  | 20     |
| 21   | Oliwia Kiołbasa        |     |     |      | 10  | 10     |